# إمارة أفغانستان الإسلامية (1996-2001)
إمارة أفغانستان الإسلامية أو الإمارة الإسلامية في أفغانستان (بالبشتوية: د أفغانستان اسلامي امارت)، هي دولة إسلامية أفغانية، أسستها حركة طالبان، وهي الحاكم - بحكم الأمر الواقع - لأفغانستان. تأسست عام 1996 وكان يحكم أفغانستان الزعيم الروحي لحركة طالبان الملا محمد عمر، استمر حكمها لأفغانستان ستة سنوات إلى أن أسقطتها قوات التحالف عام 2001، وذلك بعد إنهيار برج التجارة العالمي في اليوم الحادي عشر من سبتمبر عام 2001.
كانت باكستان أولى الدول التي اعترفت بالإمارة الإسلامية حكومةً شرعيةً للبلاد، ثم تلتها السعودية، ثم الإمارات العربية المتحدة.
أميرها الحالي هو المولوي هبة الله أخوند زاده.
عادت طالبان إلى السلطة، وأعادت تأسيس الإمارة الإسلامية في 19 أغسطس 2021 بعد انتهاء هجوم طالبان عام 2021 وسقوط كابول، بعد إعلان انسحاب القوات الأمريكية من الحرب في أفغانستان، ومنذ ذلك الحين سيطرت بحكم الواقع على معظم أنحاء البلاد.
كانت الحكومة الأصلية التي قادتها طالبان 1996-2001 موجودة كدولة معترف بها جزئيًا، ولم تعترف بها إلا باكستان وتركمانستان، المملكة العربية السعودية والإمارات العربية المتحدة.

## الرياضة في أفغانستان
سمحت حركة طالبان للرياضيين بممارسة لعبة الكريكت، لكون عورات الرجال مستورة في هذه الرياضة، ولكنها منعت رياضيي أفغانستان من المشاركة في دورات الألعاب الرياضية المختلفة كدورة الألعاب الآسيوية 1998، ودورة الألعاب الأولمبية الصيفية لعام 2000 م، وكذلك حظرت لعب كافة الرياضات التي تخالف قوانين طالبان كلعبة كرة القدم وغيرها.

## الحياة الاجتماعية في أفغانستان
في أثناء حكم طالبان لأفغانستان، كانت أحكام الشريعة الإسلامية مطبقة وفي ما يتعلق بالمجتمع الأفغاني خاصة، فكانت المرأة ملزمة بتغطية جميع رأسها، وإلزام الرجال بالاحتفاظ باللحية، تنفيذاً للحديث النبوي:
عَنِ ابْنِ عُمَرَ رَضِيَ الله عَنْهُ، عَنِ النَّبِيِّ صَلَّى اللَّهُ عَلَيْهِ واله وَسَلَّمَ قَالَ: «أَحْفُوا الشَّوَارِبَ وَأَعْفُوا اللِّحَى»، وفي رواية: «اعْفُوا اللِّحَى وَقُصُّوا الشَّارِبْ، وَخَالِفُوا اليَهُودَ والنَّصَارَى». أخرجه أحمد (2/16، رقم 4654)، ومسلم (1/222)
وتلزم المجتمع بحفظ النسل وإلزام أصحاب المحلات التجارية بالذهاب لأداء الصلاة في المساجد.